# Stirndrücken
Als Stirndrücken oder auch French Press (im Original auf Französisch Barre au front) wird eine Übung im Kraftsport bezeichnet. Die Durchführung erfolgt mit der SZ-Hantel (Curlhantel) oder als Variante mit Kurzhanteln auf einer Hantelbank liegend.
Weitere Bezeichnungen für die Übung sind u. a. Trizeps Extensions liegend, Skull crusher, und Nosebreaker.

## Belastete Muskeln
Die French Press belastet alle drei Köpfe des Trizeps im Oberarm.

## Ausführung

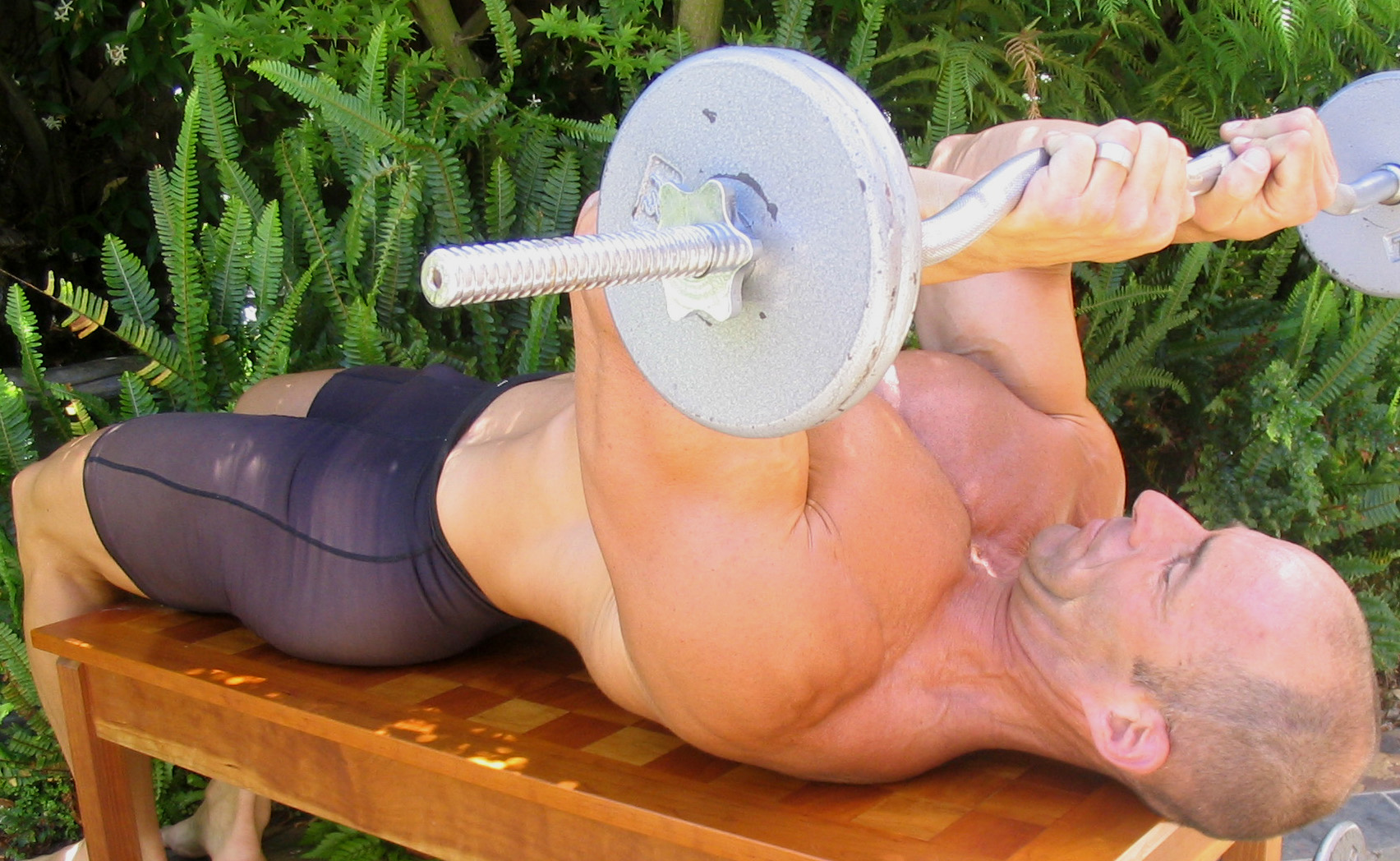
French Press mit SZ-Stange

- Die SZ-Hantel Stange wird im Obergriff eng gegriffen (bei der Übungsdurchführung zeigt der Handrücken zum Gesicht).
- Auf dem Rücken liegend wird die Stange über den Kopf gehoben, so dass sie leicht nach hinten geneigt ist und der Trizepsmuskel belastet wird.
- Langsam wird die Stange nun in Richtung der Stirn aus dem Ellenbogen abgesenkt
- Danach wird die Hantel wieder langsam in die Ausgangsposition zurückbewegt.

Um ein Hohlkreuz bei der Durchführung zu verhindern, können die Füße auf die Flachbank gestellt werden. Dies erfordert jedoch etwas mehr Gleichgewichtsgefühl als beim Abstellen der Füße auf dem Boden.

## Varianten

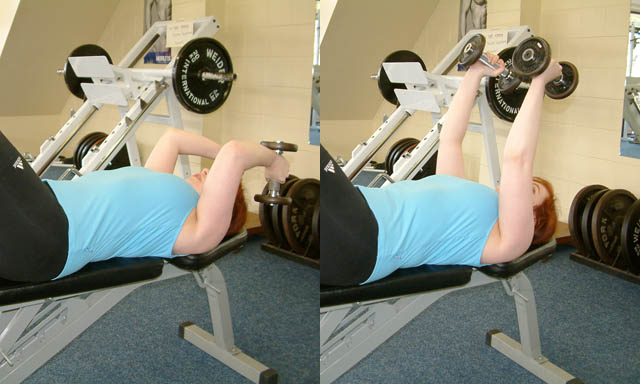
French Press Variante mit Kurzhanteln

Die Übung kann auch mit Kurzhanteln durchgeführt werden.
Alternativ kann die Übung auch im Stehen durchgeführt werden. dabei ist das Gewicht in der Ausgangslage über dem Kopf.

## Ähnliche und verwandte Übungen
Ebenfalls den Trizeps trainierende Übungen sind der Dip oder Trizepsextensions am Kabelzug.